# École Ernst Ludwig (Worms)

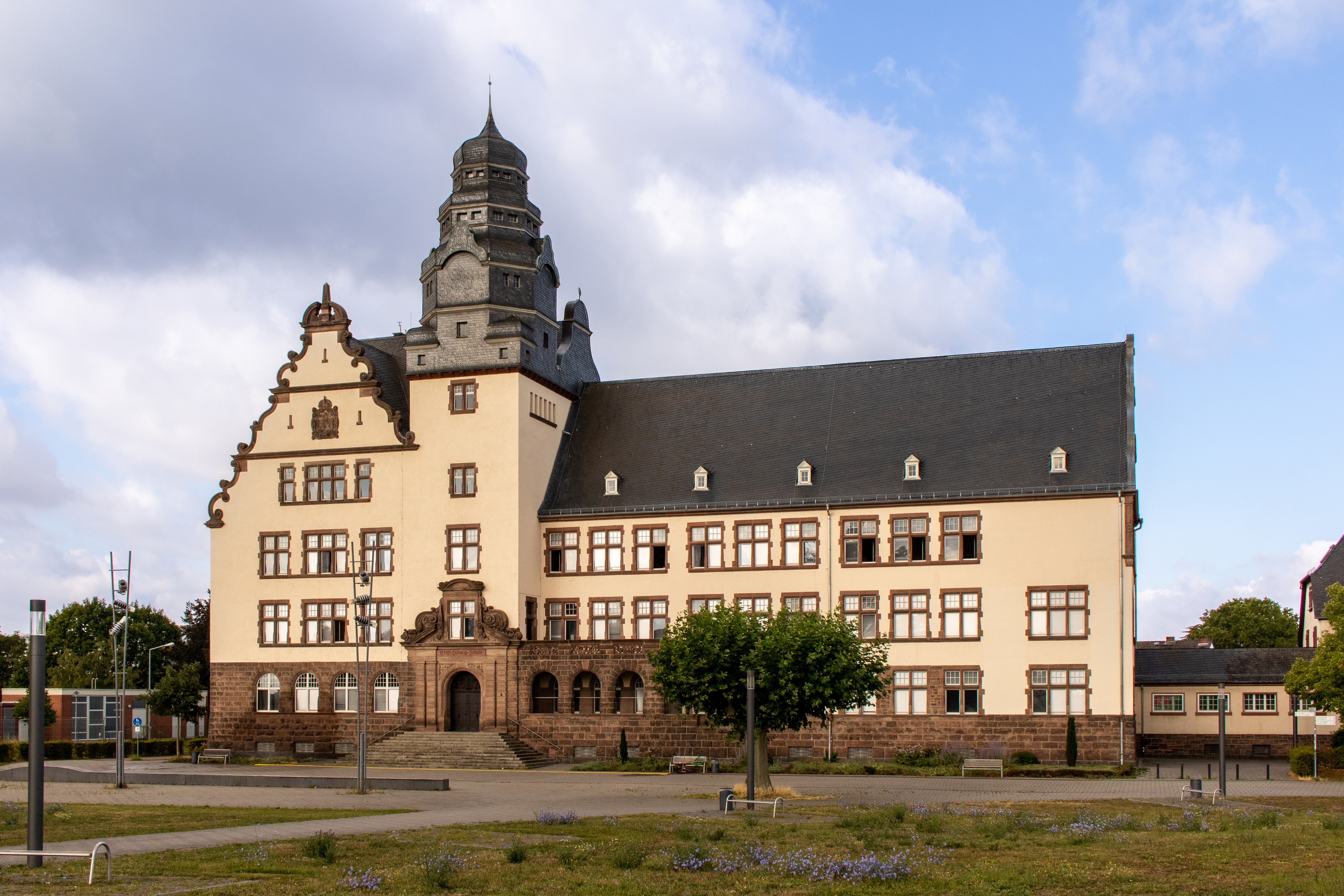
Ernst-Ludwig-Schule in Worms

49° 37′ 48″ N, 8° 22′ 24″ E
 (septembre 2023).
L'École Ernst-Ludwig est une école primaire (en allemand : Grundschule) située dans un bâtiment scolaire historique classé à Worms, en Rhénanie-Palatinat.

## Histoire
Construit à l'origine comme nouveau bâtiment pour le lycée de la ville de Worms, le bâtiment, situé à l'entrée de la ville de Worms, juste à côté du pont des Nibelungen qui traverse le Rhin et remis à destination au 2 décembre 1905. Dès lors, le bâtiment représentatif abrita le lycée de langue classique.
Durant la Seconde Guerre mondiale, le bâtiment fut gravement endommagé en 1940 par une bombe aérienne qui toucha le toit. Par la suite, le bâtiment fut occupé par les troupes de la Wehrmacht allemande. Après la fin de la Seconde Guerre, le bâtiment fut utilisé pendant une courte période comme hôpital militaire par les forces d’occupation américaines. Dès octobre 1945, après d'importants travaux de réparation et de nettoyage, les activités scolaires reprennent.
En 1977, le lycée, désormais appelé « Rudi-Stephan-Gymnasium (de) », a déménagé au centre de formation de la Von-Steuben-Strasse. Dès lors, le bâtiment abrite une école primaire et s'appelle toujours « Ernst-Ludwig-School » en l'honneur du grand-duc Ernst Ludwig.
Dans les années 2015 à 2019, la communauté scolaire a dû quitter le bâtiment en raison d'importants travaux de rénovation. Les cours ont été transférés dans des conteneurs dans les locaux de l'école Staudinger de Worms-Neuhausen.

## Description architecturale

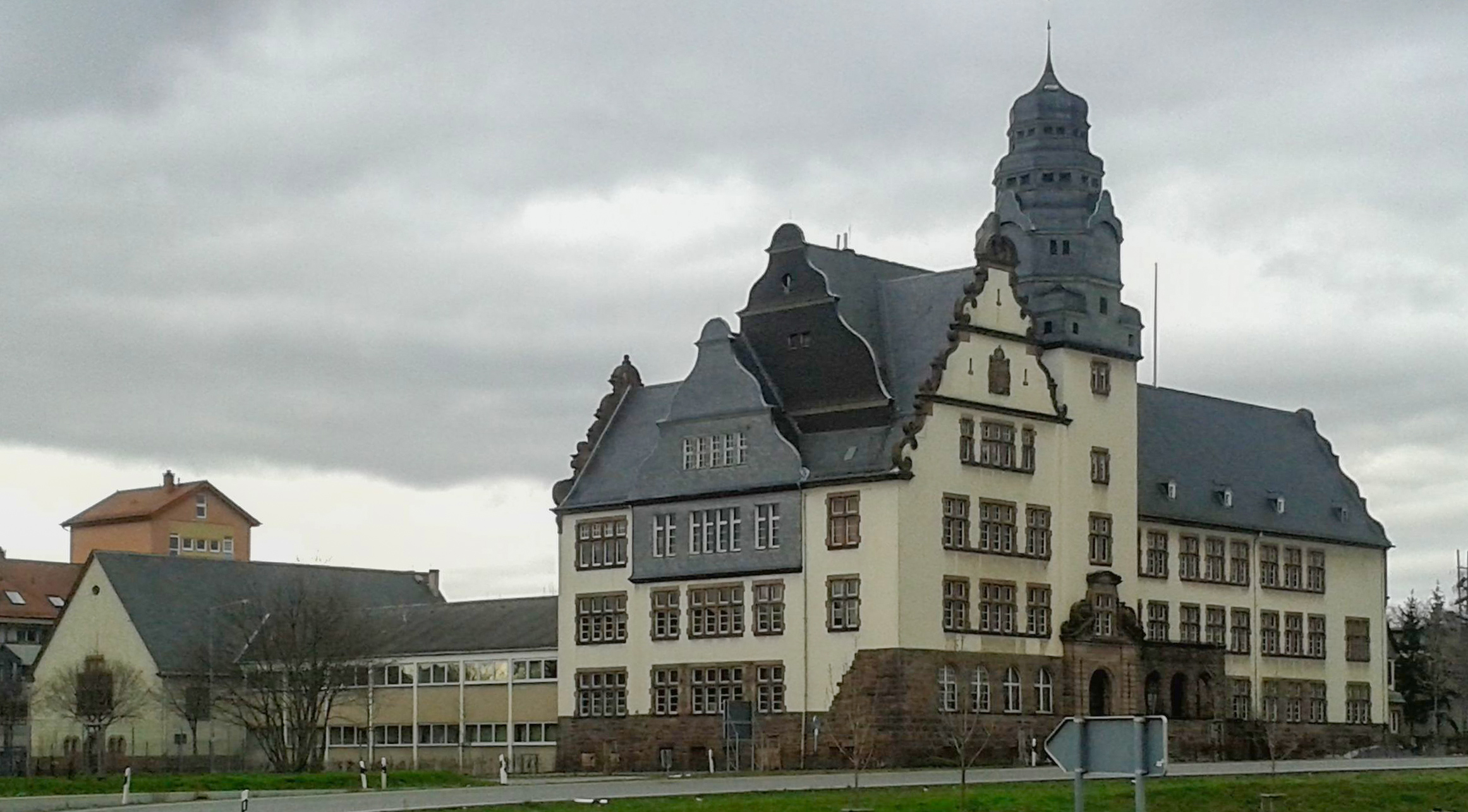
Vue sud-est : le gymnase à gauche, le bâtiment d'extension au milieu, le bâtiment principal à droite

Il s'agit d'un bâtiment représentatif au style néo-Renaissance sur un plan en forme de L avec une tour, qui a été conçu par l'ancien maître d'œuvre de la ville de Worms, Karl Hofmann, et le maître d'œuvre du gouvernement (en allemand : Regierungsbaumeister) Beer. À côté du bâtiment de l'école se trouvent la maison du directeur aux allures de maison de campagne du côté du Rhin et la maison du gardien d'un étage dans la Gießenstraße à l'arrière.
Après la Seconde Guerre mondiale, le parc immobilier historique a été complété par une extension dans la Kyffhäuserstraße. Grâce à cette mesure, le gymnase, jusque-là séparé, a été relié au bâtiment scolaire.
Le bâtiment scolaire caractérise d'une manière significative le paysage urbain de Worms, car c'est la première chose qui attire l'attention des visiteurs venant à Worms en provenance de la Hesse en traversant le pont des Nibelungen.
Dans le bâtiment de l'école se trouve un monument aux morts à la mémoire des deux enseignants et de douze élèves morts pendant la Première Guerre mondiale.